# フランツ・ベンダ
フランツ・ベンダ（Franz Benda）、またはチェコ語でフランティシェク・ベンダ（František Benda, 1709年11月22日 - 1786年3月7日）は、ドイツで活動した作曲家、ヴァイオリニスト。

## 生涯
フランツ・ベンダは、プラハからほど近いベナートキ村で、1709年11月22日に、ハンス・ゲオルク・ベンダ（1686-1757）とその妻ドロテア（フランティシェク・クサヴェル・ブリクシの父の従姉）との間に、長男として生を享けた。ハンス・ゲオルクは亜麻布織のマイスターで、職業音楽家ではなかったが、居酒屋や結婚式でよく演奏していたという。その父からベンダはオーボエ、シャルマイおよびツィンバロムを習ったほか、地元教会のカントル、アレクシウスにオルガン、作曲および歌唱を習った。ベンダは幼少期にプラハのイエズス会で学んだが、10歳でドレスデンへ移り、ここで教会の聖歌隊員となる。一年半後、ホームシックとなり一旦家族のもとへと帰るが、その後再びプラハに赴き、15歳まで教会で少年歌手として、アルト声部の歌唱を担った。このプラハ滞在中の1723年、神聖ローマ皇帝カール6世の戴冠式のために作曲されたオペラ《コンスタンツァとフォルテッツァ》の上演に、ベンダは歌手として参加している。
アルトの声域を失った後は故郷へと一旦戻るが、1726年、当時仕えていたクライナウ伯爵の推薦で、ウィーンへと旅立った。その後はシビウやブレスラウなど、各地を転々としながら音楽活動を続けていたが、1730年に、ポーランドのワルシャワ郊外に居を構える郡知事の宮廷に採用され、その後2年半ほど、その楽団で楽長を務めた。またこの年、彼はプロテスタントに改宗したことがわかっている。1732年、ポーランド王室宮廷楽団にヴァイオリン奏者として採用されたが、ポーランド王アスグスト2世（強王、ザクセン選帝侯フリードリヒ・アウグスト1世）の死去に伴い、翌年の1733年、ドレスデンに移動した。その後間もなく、当時のプロイセン皇太子フリードリヒが、ルピーンに私的に設立した宮廷楽団へと招聘された。この招聘は、彼のフルート教師であったヨハン・ヨアヒム・クヴァンツ（1697–1773）を介して行われた。
ルピーンならびにラインスベルクの楽団において、ベンダは当初、ヴァイオリン奏者としてだけでなく、歌手としても活動した。その活動は1735年、後に宮廷楽長に任じられるカール・ハインリヒ・グラウン（1703/04–1759）がテノール歌手として採用されることで、終わりを迎えた。同時にこの間、ベンダは、彼の招聘以前から楽団に在籍していた、ヨーハン・ゴットリープ・グラウンら他の同僚たちから音楽理論、作曲についても学び、数年で協奏曲を作曲できるまでになった。
1740年にフリードリヒが王位を継承したことに伴い、ベンダもベルリンへと移動した。同時に、彼が所属していた楽団も、プロイセン王室所属の、公式な宮廷楽団として整備されることとなった。楽師長（コンサートマスター）にはJ. G.グラウンが任じられ、ベンダは楽団内のヴァイオリン奏者としては二番手の立ち位置となったものの、フリードリヒの私的な室内楽においては、その統率者を務めた。 グラウンの死に伴い、ベンダは1771年、楽師長に昇格したが、この昇格は名誉的なものであったと考えるべきだろう。1786年の死まで、彼はコンサートマスターの地位にあったが、実際の職務は、弟のヨーゼフ・ベンダが代行していたと考えられている。
ベンダは楽団奏者の中では最も長く、53年間にわたってフリードリヒに仕えた。ベンダは、ヨハン・ゴットリープ・グラウンと並んで、フリードリヒが当代最高と評したヴァイオリニストであり、姉のヴィルヘルミーネに、「ベンダに適うヴァイオリニストは誰もいない」と書き送るほどであった。また、家族を特別な計らいでプロイセンへ呼び寄せたことや、個人的な信頼関係をうかがわせる逸話の数々からも、フリードリヒはベンダを殊更寵愛していたように思われる。Georg Thouretは、人間を軽蔑し、家臣を自身の所有物としか見做し得なかったフリードリヒが唯一、対等な人間として接した音楽家は、クヴァンツでもグラウンでもなく、ベンダであったと評している。しかしながら、王に即位後、フリードリヒがベンダのヴァイオリン演奏に関して、何らかの発言を行なった痕跡は、全く認められない。

## 作品及び演奏の様式
ベンダはその作品のほとんどを、自らの楽器であるヴァイオリンのために作曲した。自伝の執筆後、その依頼者（フリードリヒ・ヴィルヘルム・マールプルク）へ宛てた手紙の中で、ベンダは率直に、鍵盤楽器の演奏が達者でないために、対位法を用いた作品は作曲してこなかったと述べている。同時に彼は、幼い頃からの歌唱経験を生かして、ヴァイオリン・ソナタを歌唱的に作曲しようと努力してきた、とも述べており、ここから彼の、新たに未知の理論・技法を学ぶのではなく、既に持ち合わせている能力を活用することを通じ、作曲活動を行ってきた姿勢を、垣間見ることができる。
作品は、数曲の例外を除き、生前出版されることはなく、ほとんどが手稿譜の形で流通し、伝承されている。出版されている作品は、今日においても多くない。

### 協奏曲
ダグラス・リーの研究によって、18曲が真作として報告されている。それらすべてがヴァイオリン協奏曲としての手稿譜資料を伝承している他、うち5曲については（LeeB 2.4,10,11,15,16)フルート協奏曲としての手稿譜も伝承されている。Nobuaki Tanakaの研究によれば、これらのうち、ト長調の２作品（LeeB 2. 10, 11）は、もとよりフルート協奏曲として作曲された。

### ソナタ
ダグラス・リーの研究によって、139曲が真作として報告されているが、Tanakaはこれを、ベンダ自身による報告数から大きくかけ離れている事、また、ベンダ周辺で成立したヴァイオリン・ソナタのカタログに、86作品がベンダの作品として収められているという事実から、懐疑的に捉えている。それらのうち137曲がヴァイオリン・ソナタとしての資料を伝承しており、6曲については（LeeB 3. 22, 24, 57, 60, 74, 121)、フルート・ソナタとしての資料が伝承されている。L:III-22,24の２曲については、ヴァイオリン・ソナタ稿が確認されていない。また、1763年に作品１として6曲のソナタをパリで出版している。これら6曲が、ベンダの生前唯一出版された作品である。

### 時代的特徴
ベンダが演奏・作曲活動をした18世紀中頃は、古い用語では前古典期Frühklassikと呼ばれていた時代で、バロック期から古典期へと移行する時代の転換期にあたっていた。グラウンやクヴァンツ、またカール・フィリップ・エマヌエル・バッハの作品様式に対して指摘されるように、ベンダの作品にもまた、バロック時代的な要素、古典派的な要素の両方を見出すことが可能である。同時代のベルリンの作曲家たちが好んで用いた逆付点の音型の多用もまた、特徴の１つとして挙げることが出来る。

### 「ベンダ様式」と呼ばれた個人的特徴
多くの証言が一致して言ううところによれば、彼の真骨頂は華やかで難しい技巧を駆使することではなく、歌唱的で美しい「ヴァイオリン本来の性質に全く適った」演奏をすることにあった。
ヨハン・アダム・ヒラーは、プロイセン王室宮廷楽団の奏者を紹介する記事の中で、ベンダについて以下のような記述を行っている。

ヴァイオリンのあらゆる難しさに対処できる技巧を持っているにもかかわらず、彼の演奏における趣味は、その作品の趣味同様、大変感動的で優雅なものである。このことに、彼の良い歌手としての以前の経歴が何かをもたらしていることは、疑いのないことだ。

作品と演奏における、「大変感動的で優雅な」趣味とは具体的にどのようなものであったのか。同じくヒラーと、クリスティアン・フリードリヒ・ダニエル・シューバルトによる証言から、より詳しく知ることが出来る。

しかしながら、高貴な（ここで私が「高貴な」と言うのは、艶がなくてパッとせず、面白みのない歌唱とは全く違うものだということだ）歌唱性こそ、彼の天性の素質が洗練され、そして最大の成功を示したものである。彼の作品もまた、その演奏と同じような輝きと高貴な本質が欠けることがなかったので、本質的には〔その演奏と同じ傾向を〕示している。彼の演奏同様、その作品は非常に穏やかで快適であり、ときに諧謔的なものであるが、低俗でありきたりなものでは決してなく、常に気品がある格別なもので、新しく特別な着想に基づいたものである。多くの〔普通の〕音楽同様、つまらない音楽の演奏において〔も示される〕彼の演奏の巧みさと正確さ、そしてある作曲家の考えの適切な表現〔を演奏によって示すこと〕によって、全ての人が、〔その演奏が〕彼と一緒に、もしくは彼のもとでなされているということがわかる。それどころか、彼に率いられた演奏をひとつでも聞きさえすれば、〔人はそれがベンダによって演奏されているものだということを〕推測することが出来る。

彼のアルペジオは新しく、強く、力に満ちていた。運弓法は深く研究されており、彼の演奏はヴァイオリン本来の性質に、全くもってふさわしいものだった。彼の演奏は、同時代の流されやすい人々が求めた、飛び跳ねるような性質のものではなかった。そうではなく、よりみずみずしく、奥行きがあって、徹底的なものであった。アダージョ〔の演奏〕で彼はほとんど最高潮に達した。彼は心から創造し、〔他者の〕心に向かって話しかけた。ひとはベンダが演奏しているとき、泣いている人々を見ることが一度や二度ではなかった。
クヴァンツは1752年の著書『フルート奏法試論』の中で、派手な技巧を披露することに腐心しているイタリアのヴァイオリニストたちの作品の傾向を、「全く歌唱に適わないもの」、つまり音楽的でないものとして批判している。ベンダはその演奏と作品において、クヴァンツによって批判されたイタリアのヴァイオリン演奏の傾向とは全く反対の傾向を示した。「あらゆる難しい技巧に対処できる技術を持っているにもかかわらず」、ベンダはそれを多用することなく、「非常に穏やかで快適」で、「常に気品がある格別な」、しかし同時代人が求めたような「飛び跳ねるような性質のものでは」ない演奏を、作品の作曲も通し併せて示したのである。ベンダの娘婿であったライヒャルトは、フリードリヒ大王の演奏を「ベンダ風」と形容することによって、ベンダ特有の演奏様式が存在していたことを暗に示している。

彼（*プロイセン王フリードリヒ２世）はアダージョを、とても多くの感情と力強い表現とによって演奏した。音の運び、強弱をつける際の繊細さ、完璧かつふさわしいアダージョへの装飾、そのすべてがベンダ風であった。カデンツァも美しく、どのような時でも作品にふさわしかった。

こうした「ベンダ特有」とされた演奏様式についてTanakaは、Christoph Henzelの見解を踏まえながら、それが彼自身の全くの独創というわけではなく、ヴァイオリン・作曲の師であった、J. G. グラウンからの影響を強く受けて成立したものである、と主張している。

## 家族と子孫
1739年、ベンダはコルベルクの検閲官の娘で、バイロイトの宮廷で女官をしていたエレオノーラ・ステフェインと結婚する。バイロイトにはフリードリヒの姉であるヴィルヘルミーネが嫁いでいて、ベンダやはしばしば、ヴィルヘルミーネのもとに派遣されていた。エレオノーラは1758年に亡くなり、その4年後にベンダは彼女の姉妹であるカロリナ・ステフェインと再婚する。最初の妻との間に8人の子が生まれた。
1742年、ベンダの両親と兄弟はポツダムへと移った。両親、兄弟をプロイセンに呼び一緒に再び暮らすことは、ベンダ自身の希望であった。折しもプロイセンは、オーストリア継承戦争でベンダの故郷近くにまで戦線を拡大していたので、前線の指揮官に対しフリードリヒは、ベンダの家族を探し出すこと、そして安全にポツダムまで旅行できるようあらゆる措置を講じるよう命じた。フランツ・ベンダは弟のヨーゼフとゲオルクにはヴァイオリンを、妹のアンナ・フランツィスカには唱歌を教えた。まもなくフランツの弟であるヨハン、ヨーゼフ、ゲオルクは宮廷楽団の奏者となった。のちにゲオルク・ベンダは、ゴータの宮廷楽長となり、メロドラマの分野でとりわけその名声を博した。
フランツ・ベンダの子のうち、フリードリヒ・ベンダは室内楽の作曲家として知られている。フランツの娘マリー・カロリーナ・ベンダはウィーンのピアノ調律師エルンスト・ヴィルヘルム・ヴォルフ夫人となり、その妹ユリアーネ・ベンダはベルリンの作詞家ヨハン・フリードリヒ・ライヒャルトと結婚した。フランツ・ベンダの末裔は現在も音楽活動を続けており、その中には、フランシス・ベンダ（クラリネット奏者/ベルリン; リンクは独Wiki）、デニース・ベンダ（ピアノ奏者/ヴュルツブルク; 前同）といった人物らがいる。

## 資料
Douglas A. Leeによる作品カタログが存在しているので、今日の私たちはベンダの作品資料の伝承状況について、比較的容易に知ることができる。だが、その出版から既に30年以上が経過していること、また、今日までの資料研究の進展を踏まえれば、その一部に修正が必要であることは、認めなければならない（特に、今世紀にウクライナで「再発見」、ドイツへと返還された、ベルリン・ジング・アカデミーの資料は、全く反映されていない）。またTanakaは、当該作品カタログにおける作品の真偽分類については、資料評価の観点から疑義があるとして、再考の必要があるとの見解を示している。

## エピソード
- 自伝およびヒラーによる伝記によれば、アルトの声域を失ってベナートキの村にかえってきた頃、ベンダは第1市長の娘と恋愛関係にあった。「愛は私に何でもやらせた」ようで、その娘と結婚するため、ベンダは一時期、香辛料入りパンをつくるマイスターになろうと本気で考えた。当時ベナートキ村には香辛料入りパンをつくるマイスターがおらず、そのマイスターに自分がなれれば、村の議会で議員になれる可能性があると考えたためらしい。だがその後すぐに、当時仕えていたクライナウ伯爵からヴァイオリン修行のために支援金をもらったので、ベンダはふたたび音楽家を目指すべく、プラハへと旅立った[22]。

- ヘルマンシュタット（現在のルーマニア、シビウ）で、クライナウ伯爵の従兄弟に無理矢理、その彼が将校を務める連隊で下働きをさせられることになった。当然そのことを快く思わないベンダは、ウィーンに連れて来られた際、当地の友人たちと共に脱走を図った。街々で演奏してなんとか食いつなぎら、追っ手の及ばない国境線の外の街、ブレスラウ（現在のポーランド）まで何とか逃げ延びた。そののち、ワルシャワ郊外の群知事の楽団に定職を得ることとなった[23]。

- 彼は謙虚な人柄で知られていた。英国人音楽歴史家チャールズ・バーニーは「真に偉大な天才が備えているべき謙虚さの全てを持っている」と絶賛しているほか、バーニーの『音楽旅行記』をドイツ語に翻訳したヨハン・クリストフ・ボーデもまた、ベンダの謙虚な性格に関する言及を、その翻訳の欄外註で行っている[24]。

## 文献
- Benda 1763, Franz Benda, „Autobiographie Franz Bendas“, in: Franz Lorenz, Franz Benda und seine Nachkommen, Berlin 1967, S.138-159.
- Burney 1773, Charles Burney, Carl Burney´s der Musik Doctors Tagebuch seiner musikalischen Reisen, dritter Band, übers. von Christoph Bode, Hamburg 1773.
- Fischer und Kornemann 2010, Axel Fischer und Matthias Kornemann (Hrsg), The Archive of the Sing-Akademie zu Berlin Catalogue, Berlin 2010, S.13-17 sowie 111-115.
- Henze-Döhring 2012, Sabine Henze-Döhring, Friedrich der Große: Musiker und Monarch, München 2012.
- Henzel 2006, Christoph Henzel, Graun-Werkverzeichnis: Verzeichnis der Werke der Brüder Johann Gottlieb und Carl Heinrich Graun, 2 Bände, Beeskow 2006.
- Henzel 2009, Christoph Henzel, Berliner Klassik: Studien zur Graunüberlieferung im 18.Jahrhundert, Beeskow 2009.
- Hiller 1766, Johann Adam Hiller, „Lebenslauf des Herrn Franz Benda, königlichen Preußischen Kammermusikus“, in: Ders (Hrsg.), Wöchentliche Nachrichten und Anmerkungen, die Musikbetreffend, Leipzig 1766–1767, Faks.-Nachdruck Hildesheim u. a. 1970, 1. Bd., S.175–178, 187–190,191–194 und 199–202.
- Hiller 1784, Johann Adam Hiller, „Benda. (Franz): Königl. Preussischer Concertmeister“, in: Ders (Hrsg.), Lebensbeschreibungen berühmter Musikgelehrten und Tonkünstler neuerer Zeit, Leipzig 1784, Faks.-Nachdr. Leipzig 1979, S. 30–53.
- Lee 1984, Douglas A. Lee, Franz Benda (1709-1786), A Thematic Catalogue of His Works, New York 1984.
- Lee 1998, Douglas A. Lee, A Musician at Court: An Autobiography of Franz Benda (= Detroit Monographs in Musicology / Studies in Music, Nr. 23), Illinois 1998.
- Lorenz 1967, Franz Lorenz, Franz Benda und seine Nachkommen, Berlin, 1967.
- Murphy 1968, Sister Therese Cecile Murphy, The Violin Concertos of Franz Benda and their Use in Violin Pedagogy, Diss, California 1968.
- Oleskiewicz 2011,  Mary Oleskiewicz, „The Court of Brandenburg-Prussia“, in: Samantha Owens et al. (Hrsg.), Music at German Courts, 1715-1760: Changing Artistic Priorities, Woodbridge 2011 S.79-130.
- Tanaka 2021a, Nobuaki Tanaka, „Bendaiana in Dresden: Die Kompositionen Franz Bendas (1709–1786) im Notennachlass Johann Georg Pisendels (1687-1755)”, in: Forum Musikbibliothek 42 (2021), Heft 1/3, S. 35–41.
- Tanaka(2021b), Nobuaki Tanaka,  „Johann Leonhard Hesse als Notenkopist Franz Bendas. Mit einer Betrachtung zur 'Kernquelle' in Benda-Überlieferung“, in: Forum Musikbibliothek 42 (2021), Heft 3/3, S. 30–38.
- Tanaka, Nobuaki (2022). Bendaiana in Karlsruhe: Zur Entstehung der Flötenkonzerte Franz Bendas (1709–1786) im Depositum der Badischen Landesbibliothek (D-KA). Springer. pp. 417-429
- Thouret 1895, Georg Thouret, Katalog der Musiksammlung aus der königlichen Hausbibliothek im Schlosse zu Berlin, Berlin 1895.
- Thouret 1898, Georg Thouret, Friedrich der Grosse als Musikfreund und Musiker, Leipzig 1898.
- 東川ほか(2003), Quantz, Johann Joachim; Benda, Franz; Bach, Carl Philipp Emanuel; Czerny, Carl; 東川清一『音楽家の自叙伝 : クヴァンツ/ベンダ/E・バッハ/ツェルニー』春秋社、2003年。ISBN 4393931645。全国書誌番号:20408392。
- 田中(2018), 田中伸明「ヨハン・アダム・ヒラー「プロイセン王室室内音楽家 フランツ・ベンダ氏の経歴」」『ICU比較文化』第50巻、国際基督教大学比較文化研究会、2018年1月、81-110頁、doi:10.34577/00004894、ISSN 0389-5475、CRID 1390009225424887680。